# Đại học Kyōto
Đại học Kyoto (京都大学 (Kinh Đô Đại học) Kyōto daigaku), thường được gọi là  (京大 (Kinh Đại) Kyōdai), là một trường đại học nghiên cứu công lập tại Kyōto, Nhật Bản. Được thành lập vào năm 1897, Đại học Kyoto từng là một trường đại học đế quốc và là rường đại học lâu đời thứ hai tại Nhật Bản.
Đại học Kyoto có khoảng 22.000 sinh viên. Đại học Kyoto có khẩu hiệu "tinh thần tự do" trong các hoạt động của nhà trường. Đây là một trong những trung tâm nghiên cứu hàng đầu của Nhật Bản, trường đã có mười người đoạt giải Nobel và huy chương trong các lĩnh vực.